# Mas Fonollet (Vilademuls)
Mas Fonollet, o Can Geli, és una masia de Vilademuls (Pla de l'Estany) inclosa a l'Inventari del Patrimoni Arquitectònic de Catalunya.

## Descripció
Can Geli està situat a l'est del nucli de Terradelles, al costat de la N-II. L'edifici està bàsicament format per un cos de planta baixa i pis cobert a dues aigües, amb el carener orientat de nord a sud. El perímetre està envoltat per un seguit de cossos annexes: a l'extrem nord hi ha adossada la capella de Sant Miquel i a llevant hi ha juxtaposats dos cossos que segueixen el pendent descendent, formant una planta més sota teulat, obert al sud. La façana principal, orientada a sud, destaca per la porta d'accés de mig punt ben treballada, a la planta pis hi ha obertures rectangulars, els cossos annexes de llevant tenen contraforts a la façana sud.

## Història
Hi ha dades d'aquest mas des de l'any 1201, en que el canonge de la catedral de Girona, Ponci Baró, comprà la meitat de la finca i que després, el 1220, la vengué a Ramon de Cornellà. El 1542 el mas pertanyia a Juan Geli, casat amb Esperança Corretger, del veïnat de Viella de Vilafreser, i després a Baudili Geli, casat amb Ana Hospital, d'Orriols. Entre 1590 i 1627 va pertànyer a Geraldo Montserrat Geli i Hospital. El 1598 a Miquel Geli, pare i fill. Aquests vengueren la finca l'any 1627 a Jeroni Fort de Sant Esteve de Guialbes.